# Селютин, Аркадий Михайлович
Аркадий Михайлович Селютин (11 марта 1925 — 5 декабря 2002) — советский лётчик-ас истребительной авиации ВМФ СССР во время Великой Отечественной войны. Герой Советского Союза (5.11.1944). Генерал-майор авиации (28.10.1976).

## Биография
Родился 11 марта 1925 года (в 1941 году завысил свой возраст для поступления в авиационное училище, исправив её на 1 декабря 1922 года, настоящая дата рождения подтверждена приказом Главнокомандующего Войсками ПВО страны № 0842 от 30.09.1971 г.) в станице Отрадная, ныне центр Отрадненского района Краснодарского края. Окончил школу и аэроклуб в городе Орджоникидзе.
В Военно-морском флоте с июля 1941 года. В мае 1943 года окончил Ейское военно-морское авиационное училище имени И. В. Сталина (в то время действовало в эвакуации в селе Борское Куйбышевской области). 
В боях Великой Отечественной войны с июля 1943 года. Весь его боевой путь прошёл в рядах 4-го гвардейского истребительного авиационного полка ВВС Балтийского флота: лётчик, с августа 1944 — старший лётчик, с января 1945 — командир звена. Участник битвы за Ленинград, Прибалтийской и Восточно-Прусской наступательных операций. Воевал на истребителе Ла-5. Первую победу одержал только спустя полгода после прибытия в полк, 15 августа 1944 года, но зато сразу после неё его боевой счёт стал расти быстро.
Старший лётчик 4-го гвардейского истребительного авиационного полка 1-й гвардейской истребительной авиационной дивизии ВВС Балтийского флота гвардии старший лейтенант А. М. Селютин к концу августа 1944 года совершил 222 боевых вылета: 44 на сопровождение бомбардировщиков и штурмовиков, 51 на отражение налётов авиации противника и перехват самолётов-разведчиков, 65 на прикрытие наземных войск над линией фронта и кораблей в Финском заливе, 48 на воздушную разведку и аэрофотосъёмку, 10 на бомбоштурмовые удары по живой силе и технике врага. В 25 воздушных боях лично сбил 16 самолётов.
Указом Президиума Верховного Совета СССР от 5 ноября 1944 года за образцовое выполнение боевых заданий командования на фронте борьбы с немецкими захватчиками и проявленные при этом отвагу и геройство, старшему лейтенанту Селютину Аркадию Михайловичу присвоено звание Героя Советского Союза с вручением ордена Ленина и медали «Золотая Звезда» ( № 5050).
К концу войны А. М. Селютин выполнил 324 боевых вылета. Проведя не менее трёх десятков воздушных боёв, уничтожил 17 самолётов противника лично.
В 1945 году вступил в ВКП(б).
После окончания Великой Отечественной войны продолжил службу в ВМФ СССР, командовал звеном в том же авиаполку. С ноября 1947 года командовал звеном в 3-м гвардейском истребительном авиационном полку ВВС 4-го ВМФ, с декабря 1951 года служил заместителем командира эскадрильи. В августе 1953 года его направили на учёбу.
В 1957 году окончил Военно-воздушную академию. После её окончания с ноября 1957 года был заместителем по лётной подготовке командира 78-го истребительного авиаполка 122-й истребительной авиадивизии ВВС Северного флота. Освоил ряд типов реактивных истребителей. Однако в мае 1960 года был переведён в Войска ПВО страны, где прошла вся его дальнейшая служба. С мая 1960 года служил в штабе 10-й отдельной армии ПВО (Архангельск): заместитель начальника отдела по боевой подготовке – старший инструктор-лётчик командующего истребительной авиацией, с сентября 1960 — начальник отдела боевой подготовки и боевого применения истребительной авиации, с февраля 1964 — заместитель начальника авиации армии. С декабря 1965 года служил заместителем начальника Армавирского высшего военного авиационного училища лётчиков войск ПВО страны, в сентябре 1966 года стал заместителем начальника училища – начальником филиала по подготовке штурманов того же училища. С мая 1969 года — заместитель начальника штаба по боевому управлению – дежурный по командному пункту 21-го корпуса ПВО (Североморск). С марта 1970 года — начальник разведки – начальник разведывательного отдела штаба 10-й отдельной армии ПВО. С октября 1972 года служил в штабе Бакинского округа ПВО: начальник разведки – начальник разведывательного отдела штаба округа, с мая 1976 года — первый заместитель начальника штаба округа. С августа 1980 года генерал-майор авиации А. М. Селютин в запасе. 
Жил в городе Орджоникидзе, с 1987 года в Киеве. Скончался 5 декабря 2002 года. Похоронен на Байковом кладбище.

## Награды и звания
- Герой Советского Союза (5.11.1944)
- Орден Ленина (5.11.1944)
- Четыре ордена Красного Знамени (23.03.1944, 27.07.1944, 12.08.1944, 19.08.1944)
- Орден Отечественной войны 1-й степени (11.03.1985)
- Орден Красной Звезды (1956)
- Орден «За службу Родине в Вооружённых Силах СССР» 3-й степени (30.04.1975)
- Ряд медалей СССР
- Военный лётчик 1-го класса
- «Почётный гражданин г. Владикавказа» (17.04.1995)

## Память
- Мемориальная доска установлена в г. Ставрополь (2021 год)[11]